# Endocast

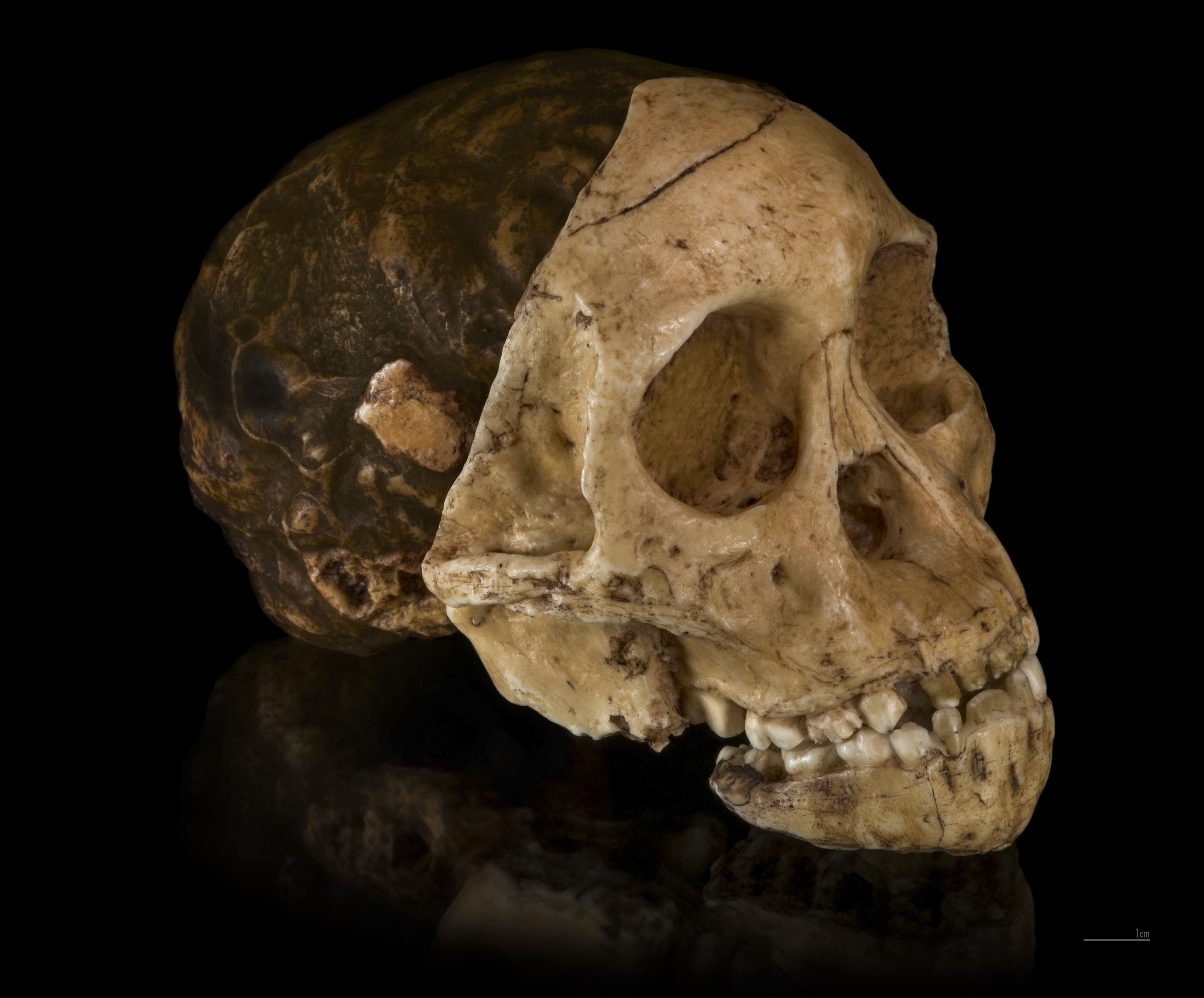
Endocast naturale del cervello del Bambino di Taung, un giovane Australopithecus africanus

Un endocast (o endocalco) è il calco interno di un oggetto cavo, spesso una scatola cranica. Gli endocasti vengono utilizzati per studiare l'evoluzione del cervello, oggetto di paleoneurologia. Gli endocasti possono essere prodotti artificialmente per esaminare le proprietà di uno spazio cavo e inaccessibile, oppure possono verificarsi naturalmente attraverso la fossilizzazione.